# Джеральдін Рохас
Джеральдін Рохас (ісп. Geraldin Rojas) (*6 липня 1981 (44 роки)) — аргентинська танцюристка аргентинського танго й акторка, також відома за шлюбним прізвищем як Джеральдін Палуді.

## Біографія
До 9 років займалась гімнастикою, але змінила її на танго, хобі матері.
Почала кар'єру ще в 1994. У 16 років втекла з дому, щоб працювати танцюристкою.
У 2002-му брала участь у танго-фестивалі в Амстердамі. Тоді батьківщина Рохас переживала тривалу економічну кризу (Аргентинська економічна криза), тому організатори фестивалю Густаво Навейра та Джізель Енн вирішили показати шоу «Turbulencia», пов'язане з подіями в Аргентині. Граючи в ньому, Рохас познайомилася з Есек'єлем Палуді (ісп. Ezequiel Paludi), який освідчився їй. Домовившись зустрітись у Буенос-Айресі на мілонзі 12 лютого, спілкувалася з ним електронною поштою. Проте Рохас у той час зустрічалась і танцювала з Хав'єром Родрігесом, тому кілька років ігнорувала залицяння Палуді, але зрештою вони одружилися й танцюють разом.
В 2007-му Джеральдін Палуді завагітніла.
Танцювала танго в художніх і документальних фільмах, зокрема в двох фільмах Роберта Дюваля. Брала участь у танго-фестивалях по всьому світу.

## Фільмографія
| Рік  |   | Українська назва           | Оригінальна назва                | Роль                             |
| ---- | - | -------------------------- | -------------------------------- | -------------------------------- |
| 1996 | ф | Чоловік що впіймав Айхмана | The Man Who Captured Eichmann    | [ 6 ]                            |
| 2002 | ф | Вбивче танго               | Assassination Tango              | Піруча, сестра головної героїні. |
| 2005 | ф | Тут, не щоб мене любили    | Je ne suis pas là pour être aimé | танцюристка танго-спектаклю      |

### Відео
- Geraldine Rojas & Andrés Amarilla: Mala Junta на YouTube, танго[9], 1993. В той час Джеральдін було 12, а Андресу 17 років.
- Geraldine Rojas & Sebastian Arce на YouTube, 1994
- Geraldine Rojas & Javier Rodriguez: Tanguera на YouTube, сценічне танго під музику Hyperion Ensemble[en]
- Geraldine Rojas & Pablo Veron: Una Emocion на YouTube (сцена з фільму Вбивче танго[en])
- Geraldine Rojas & Ezequiel Paludi: Una lagrimita на YouTube, вальс, Париж 2009
- Geraldine Rojas & Ezequiel Paludi: Mala Junta на YouTube, танго, Анкара 2011